# 星裂菌纲
星裂菌纲（学名：Arthoniomycetes）是子囊菌门盘菌亚门的一纲真菌。本纲仅包含了星裂菌目（Arthoniales）一个目。这一纲的真菌大多是热带与亚热带的地衣。
系统发生学分析表明本纲是一个单系群，为座囊菌纲（Dothideomycetes）的近亲。

## 下属分类
本纲包括以下目：
- 星裂菌目 Arthoniales
- Lichenostigmatales 
  - Phaeococcomycetaceae
    - Antarctolichenia Selbmann, Muggia & Coleine, 2021
      - Antarctolichenia onofrii Selbmann & Muggia, 2021[3]

    - Etayoa
    - Lichenostigma
    - Phaeococcomyces
    - Phaeosporobolus D.Hawksw. & Hafellner

目和科的地位未定的属：
- Dawsomyces P.Döbbeler, 1981